# Gérard Cornu (professeur)
Pour les articles homonymes, voir Cornu et Gérard Cornu.
Gérard Cornu, né le 6 novembre 1926 à Avignon et mort le 11 mai 2007 à Saint-Cloud, est un juriste et professeur de droit français.

## Biographie
Il a été professeur de droit à la faculté de droit de Poitiers (qu'il a rejoint grâce au Professeur Jean Carbonnier), doyen de cette faculté, puis professeur à l'Université de Paris II Panthéon-Assas. Il fut membre du Conseil supérieur de la magistrature français, nommé en 1967 par le général de Gaulle, alors Président de la République française.
Gérard Cornu est connu principalement pour sa direction du Vocabulaire juridique qui porte son nom. Il a particulièrement travaillé sur le droit civil et la procédure civile. Il a notamment été rapporteur de la commission de révision du code de procédure civile, entré en vigueur en 1976, et dont il est de fait le créateur.
En 1987, l'Association Henri Capitant des amis de la culture juridique française lui demande de reprendre le Vocabulaire juridique (dictionnaire juridique de référence), tâche à laquelle il s'adonnera jusqu'à sa mort (avec plusieurs rééditions augmentées).

## Œuvres
- 1989-1990 : Le Visible et l'invisible, revue Droits, Presses universitaires de France  (ISSN 0766-3838)
- 1998 :  L'Art du droit en quête de sagesse, Paris, Presses universitaires de France, coll. « Doctrine juridique », 1998, 421 p. (ISBN 978-2-13-049330-3 et 2-13-049330-0), p. 421
- 1990-2005 : Linguistique juridique, Montchrestien, coll. « Domat droit privé » [détail des éditions]
- 1980-2007 : Droit civil, Montchrestien
- 1958-1996 : Gérard Cornu et Jean Foyer, Procédure civile, Paris, Presses universitaires de France, 1996, 3e éd., 779 p. (ISBN 2-13-048036-5)
- 1974-1997 : Gérard Cornu, Les régimes matrimoniaux, Paris, Presses universitaires de France, 1984, 841 p. [détail des éditions] (ISBN 2-13-038502-8)

Comme directeur
- 1987-2007 : Association Henri Capitant des amis de la culture juridique française, Vocabulaire juridique, Presses universitaires de France [détail des éditions]

Prix Saintour de l’Académie française en 1988

## Sources
- Nécrologie par Jean Foyer, « Gérard Cornu », Le Monde,‎ 17 mai 2007 (résumé)